# &CAST!!!
&CAST!!!（アンドキャスト）は、バンダイナムコエンターテインメントが運営していたスマートフォン向けライブストリーミングアプリケーション。2018年3月15日に運営を開始した。

## 概要
ライブストリーミングにゲーム要素を加えた動画配信サービスで、キャストの生配信中にアバターを利用したゲームを行うことができる。バンダイナムコグループのIPを活かし、キャラクターと遊んでいるような状況になるのが特徴。
2020年12月14日をもって、配信サービスを終了。

## 配信チャンネル

### 配信中
- テイルズオブアンバサダーチャンネル[1]（2018年3月 - ）
  - ゲーム『テイルズ オブ シリーズ』のファンコミュニティ。
- みきみこちゃんねる[1]（2018年3月 - ）
  - 日本酒とコラボしたオリジナルIP『神酒ノ尊-ミキノミコト-』のチャンネル。
- 学園執事チャンネル[1]（2018年3月 - ）
  - 執事喫茶とコラボしたオリジナルIP『学園執事』のチャンネル。
- エイトレイドチャンネル[1]（2018年3月 - ）
  - アニメ『刹界エイトレイド』の制作を応援するチャンネル。
- 山口勝平のチョットええ噺[5]（2018年3月 - ）
  - 山口勝平によるトーク番組。
- GOD EATER フェンリルアンキャス支部チャンネル[6]（2018年3月 - ）
  - ゲーム『GOD EATER RESONANT OPS』に関するチャンネル。
- &CAST!!!アワー ラブランチ!ザ・サンデー[7]（2018年9月 - ）
  - 超!A&G+でも配信している簡易動画付きラジオ番組。
- &CAST!!!アワー ラブナイツ![8]（2018年9月 - ）
  - 文化放送で放送している簡易動画付きラジオ番組。
- メイドラチャンネル（2018年10月 - ）
  - オリジナルIP『メイドラ』を展開。
- エールチャンピオン[9]（2018年11月 - ）
  - 5組のお笑い芸人がお笑いバトルをする。
- &CAST!!!アワー クイーンズブレイド TRIANGLEスクランブル[10]（2018年12月 - ）
  - ゲーム『クイーンズブレイド WHITE TRIANGLE』の特別番組。2019年1月 - 9月は文化放送、10月より超!A&G+で30分版を放送・配信。
- &CAST!!!アワー ラブテン!（2019年1月 - ）
  - 超!A&G+でも配信している簡易動画付きラジオ番組。
- &CAST!!!アワー ラブエール!（2019年1月 - ）
  - 簡易動画付きラジオ番組。
- &CAST!!!アワー ラブパレット!（2019年1月 - ）
  - 超!A&G+でも配信している簡易動画付きラジオ番組。
- &CAST!!!アワー ラブバンケット!（2019年4月 - ）
  - 超!A&G+でも配信している簡易動画付きラジオ番組。

### 配信終了チャンネル
- シェアハウCHU!チャンネル[1]（2018年3月 - 2019年7月）
  - シェアハウスで暮らす俳優の様子を配信する。
- &CAST!!!アワー ラブランチ![7]（2018年9月 - 2019年3月）
  - 超!A&G+でも配信していた簡易動画付きラジオ番組。
- &CAST!!!アワー ダブルデッカー 〜リスヴァレッタ放送局〜[11]（2018年9月 - 12月）
  - アニメ『DOUBLE DECKER! ダグ&キリル』のアニメ本編及び関連番組を配信。関連番組は超!A&G+でも配信。